# Aeroportul Surat
Aeroportul Surat (IATA: STV, ICAO: VASU) este un aeroport din Surat, Gujarat, India. Aeroportul a fost tranzitat în decembrie 2022 de 103.205 pasageri.
Situat la o altitudine de 5 m, aeroportul dispune de o singură pistă.